# Huskvarnafallen
Huskvarnafallen är en samling vattenfall i Huskvarnaån som ligger i Huskvarna i Jönköpings län. Den totala fallhöjden på 116 meter är fördelad på åtta fall på en total sträcka av ungefär en kilometer. Det största fallet, Slipstensfallet, har en fallhöjd på 21 meter. Söder om fallen ligger vandringsleden "Pustaleden" och norr om fallet ligger Ådalsvägen. I fallens ravin finns flera jättegrytor av postglacialt ursprung. 
I ravinen, som är en så kallad kanjondal (alternativt sprickdal), finns flera olika biotoper. Grönstenar utgör berggrunden, och mossor samt översilade lodytor bidrar till höga biologiska värden. Mulm i ihåliga träd, jätteträd och död ved ansamlar insekter, lavar, svampar och mossor. Fallen är en del av Östra Vätterbranterna och består av många ädellövträd. I området trivs ovanligare fåglar på grund av det strömmande vattnet, såsom strömstare, forsärla och drillsnäppa. I den angränsande ädellövskogen trivs andra ovanligare fåglar, såsom grönsångare, härmsångare, stenknäck och mindre hackspett. Växter som trivs i den torrare delen av området är bland andra blodnäva, backlök och kungsmynta. De blötare områdena hyser växter såsom blåsippa, myska, skogsvicker och trolldruva. I området finns även stor bandmossa (Metzgeria conjugata), det enda stället i Jönköpings kommun där den växten finns, samt bokarv (Stellaria neglecta).
Vattenfallets kraft har använts sedan 1640 då en kruttillverkning startade, och 1689 tillverkade man kanoner med hjälp av vattenfallets kraft. Under 1900-talet började man använda vattenfallet för energiutvinning, 1906-1969 var Ebbes kraftstation i drift, med en installerad effekt på 2,1 MW. 1969 ersattes anläggningen av en ny med en effekt på 15 MW .

## Bildgalleri

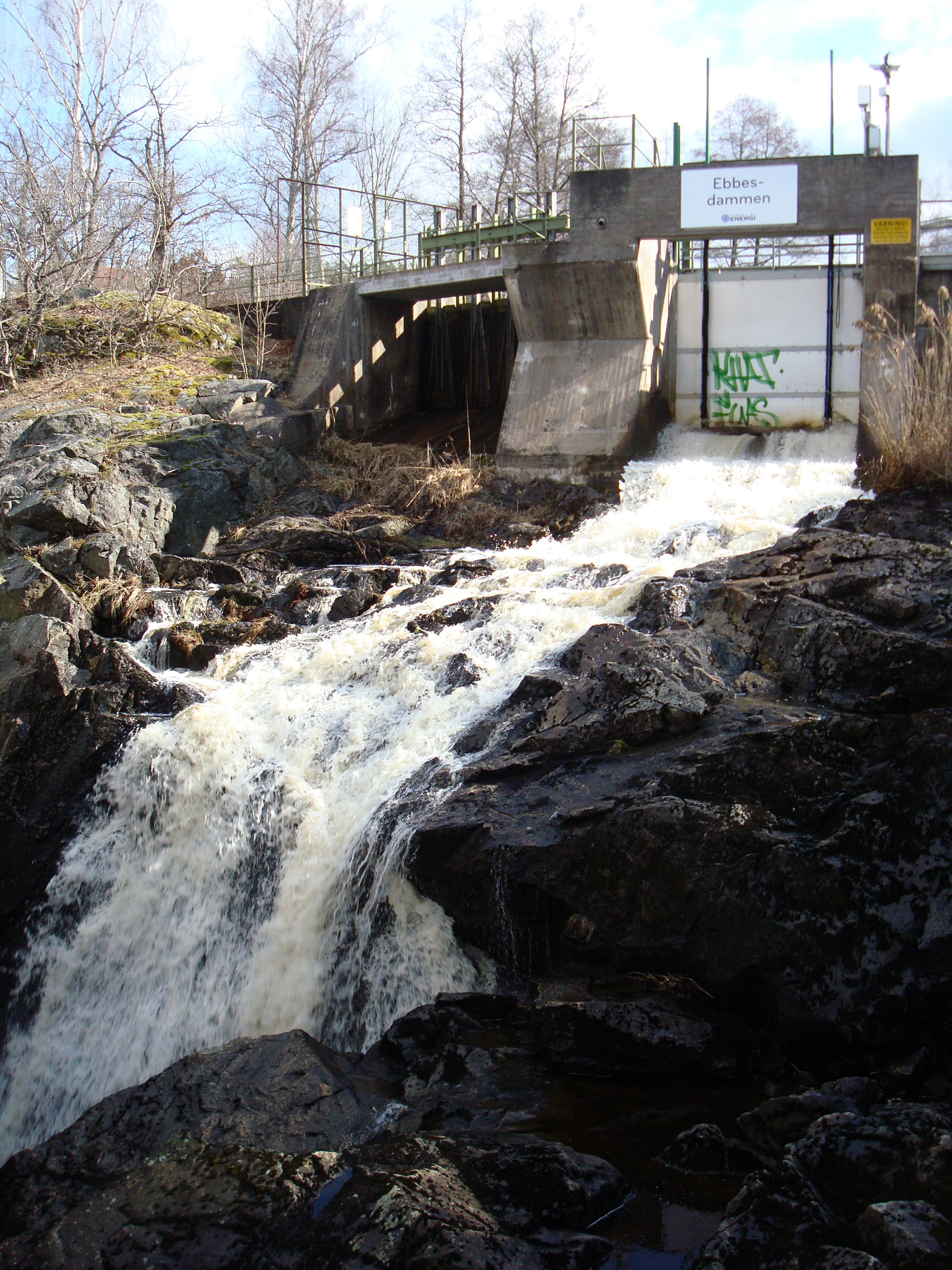
Bild över stället där vattenutsläppet regleras
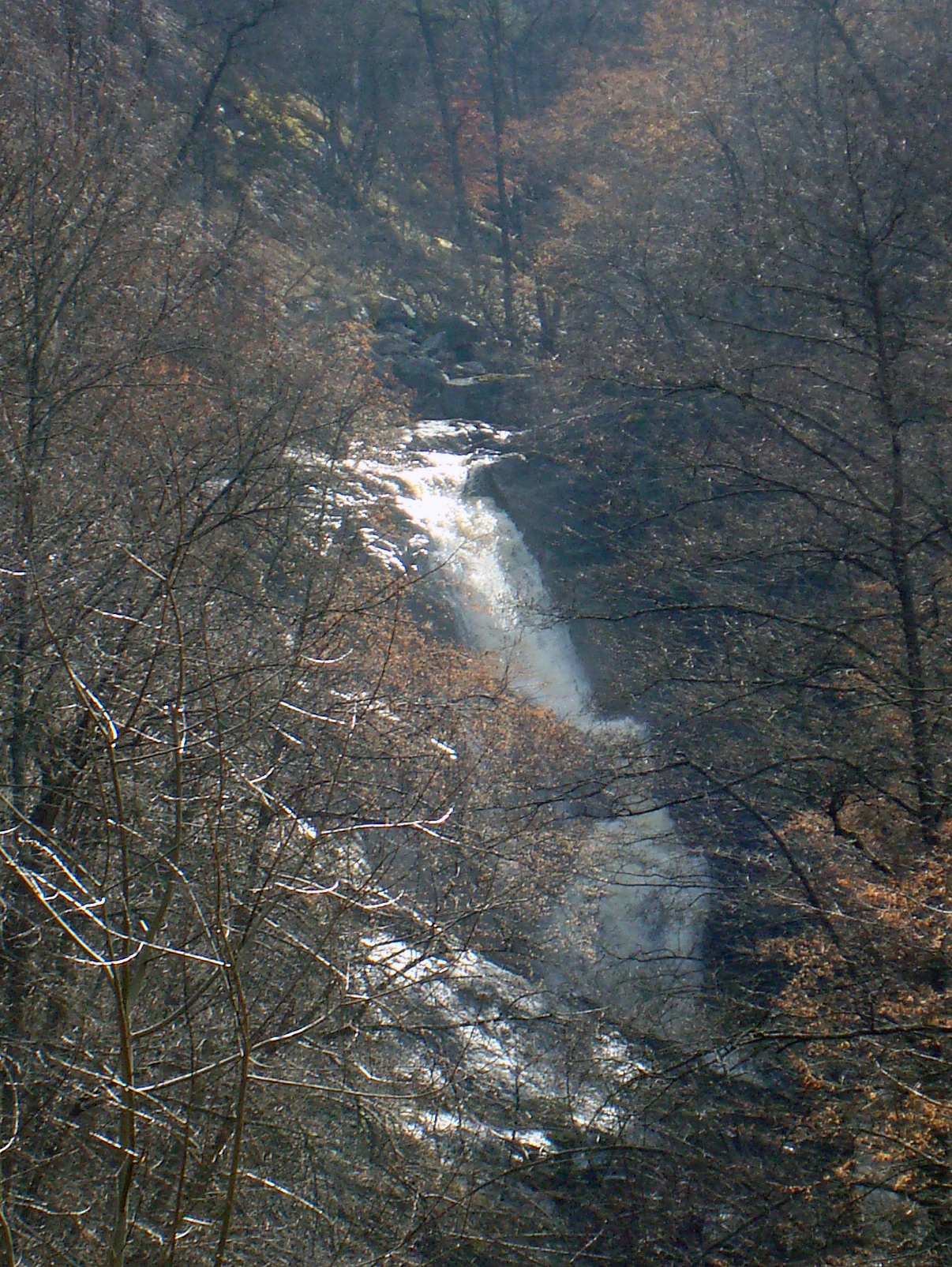
Längre ner i ån, precis ovanför turistbron
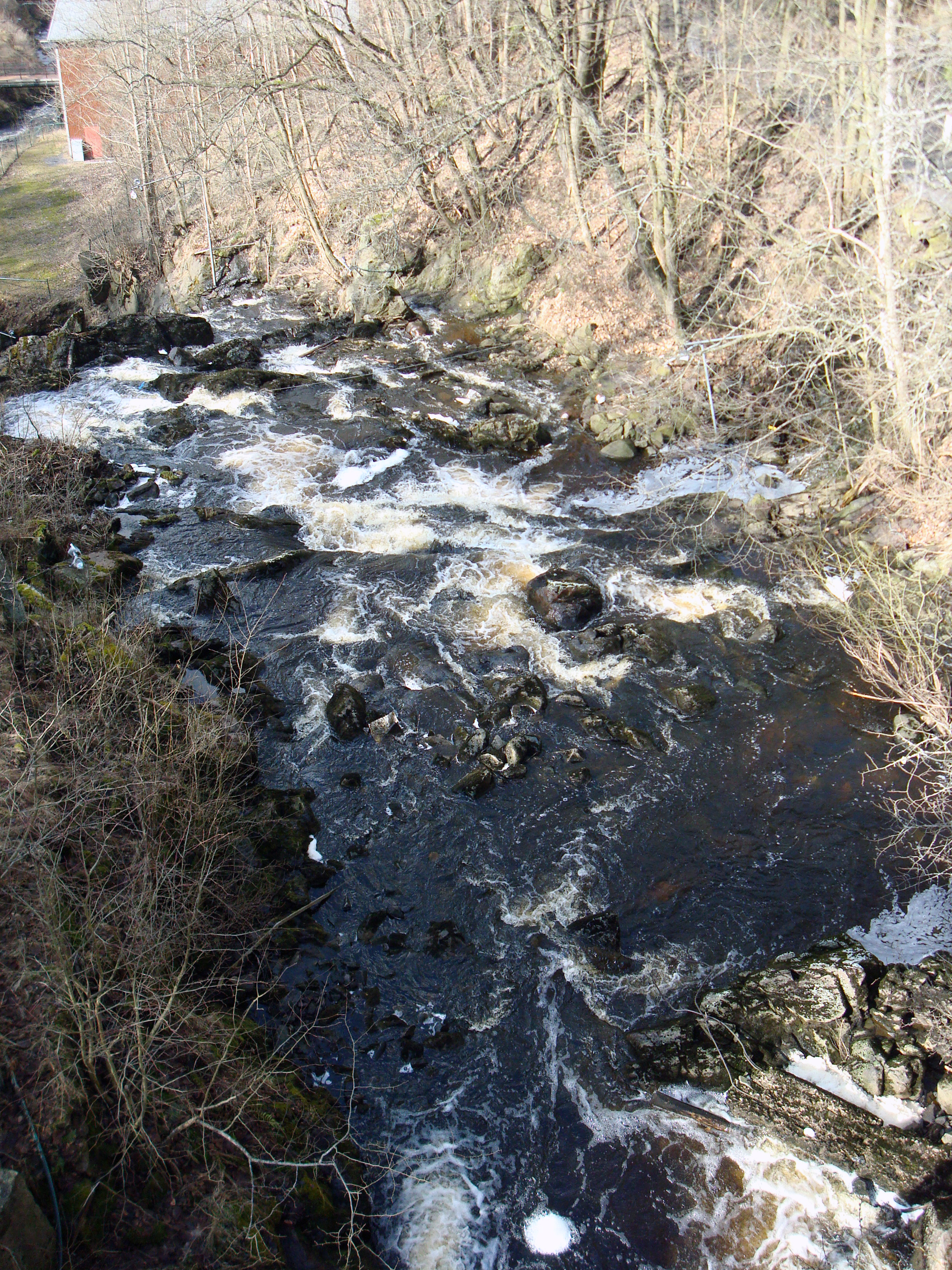
På andra sidan turistbron, på väg ner mot Husqvarna
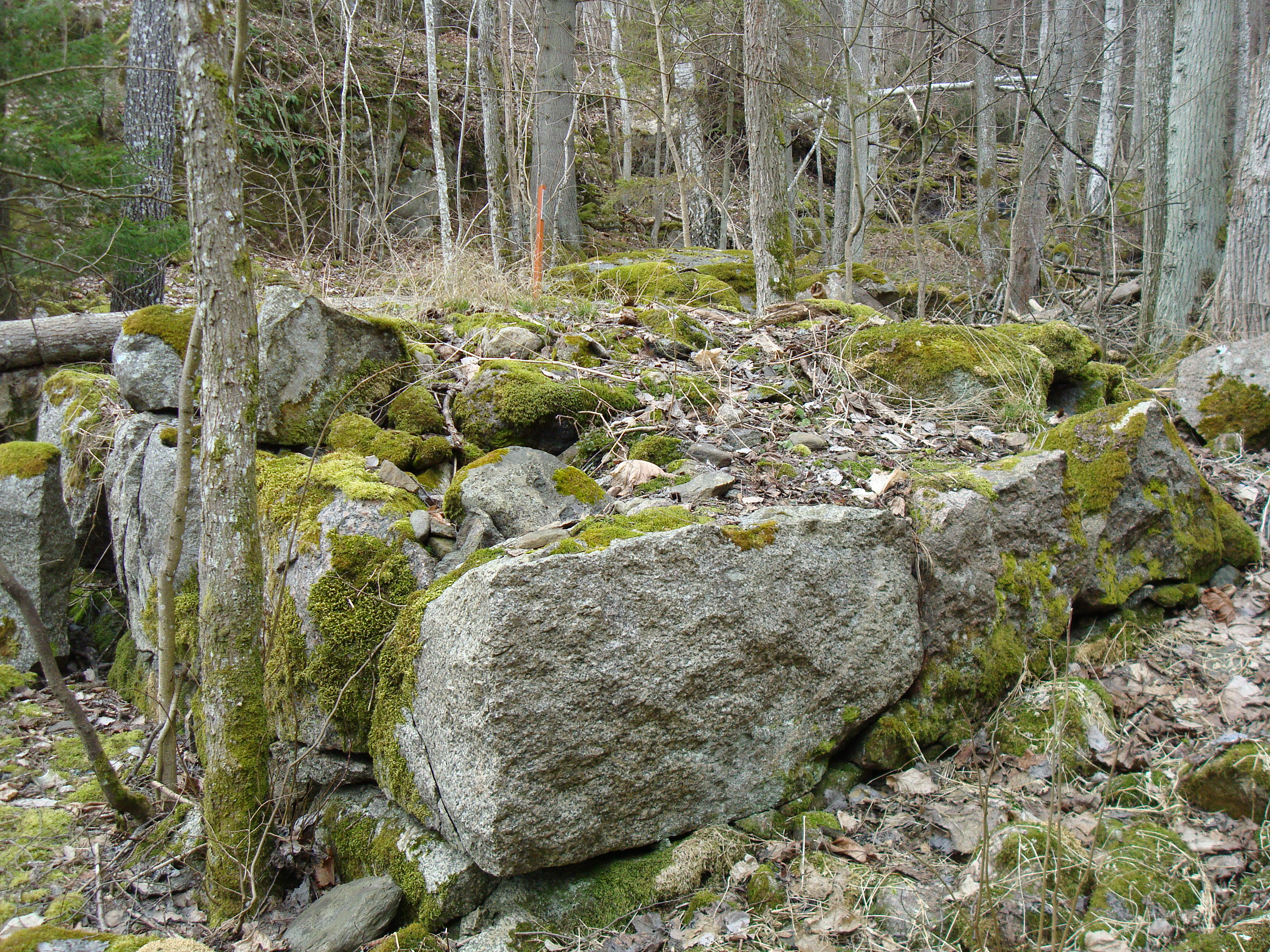
I den numer rivna Kvarnstugan omvandlades energi från vattenfallet.
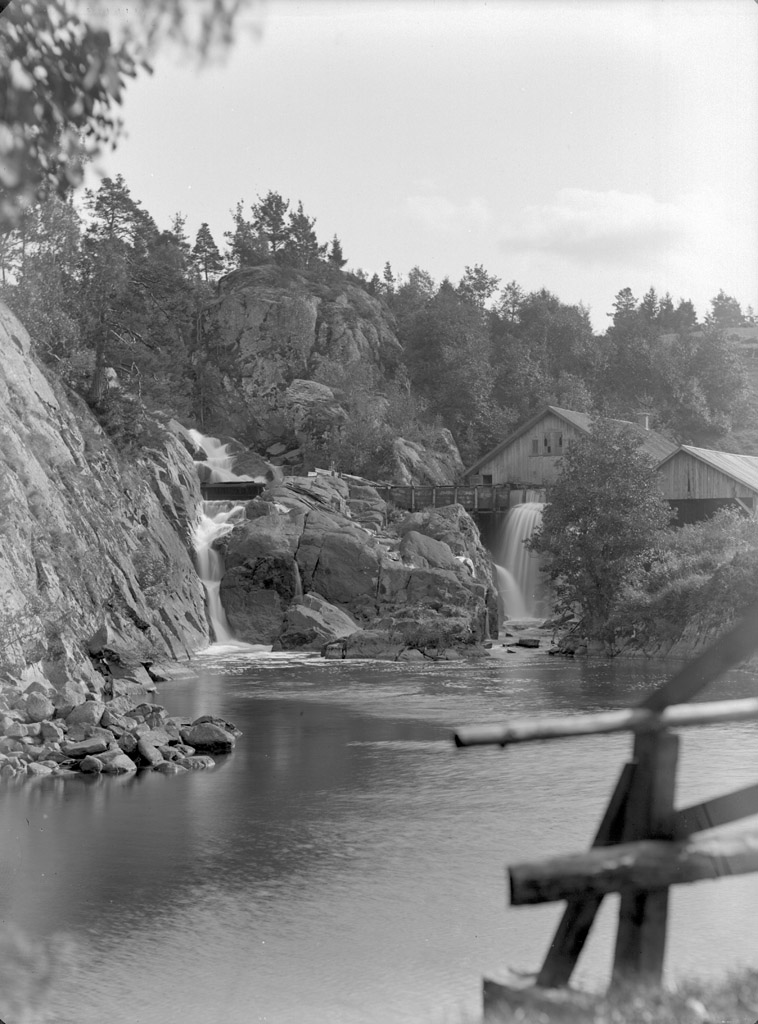
Övre fallet av Huskvarnafallen, 1880-talet.